# Sunshine State
Pour plus de détails, voir Fiche technique et Distribution.
Sunshine State est un film américain réalisé par John Sayles, sorti en 2002.

## Synopsis
Une femme et son nouveau mari retournent dans leur famille, sur la côte nord de la Floride.

## Fiche technique
- Titre : Sunshine State
- Réalisation : John Sayles
- Scénario : John Sayles
- Musique : Mason Daring
- Photographie : Patrick Cady
- Montage : John Sayles
- Production : Maggie Renzi
- Société de production : Anarchist's Convention Films et Green/Renzi
- Société de distribution : Sony Pictures Classics (États-Unis)
- Pays :  États-Unis
- Genre : Drame et romance
- Durée : 141 minutes
- Dates de sortie : 
  -  États-Unis : 12 juillet 2002

## Distribution
- Alex Lewis : Terrell Wilkins
- Alan King : Murray Silver
- Cullen Douglas : Jefferson Cash
- Clifton James : Buster Bidwell
- Eliot Asinof : Silent Sam
- James McDaniel : Reggie Perry
- Angela Bassett : Desiree Perry
- Edie Falco : Marly Temple
- Amanda Wing : Krissy
- Timothy Hutton : Jack Meadows
- Perry Lang : Greg
- Miguel Ferrer : Lester
- Gordon Clapp : Earl Pinkney
- Kyle Meenan : Dick Yordan
- Mary Steenburgen : Francine Pinkney
- Jon Coen : l'officier Bryce
- Bill Cobbs : Dr. Elton Lloyd
- Barbara Young : Mme. Pierce
- Mary Alice : Eunice Stokes
- Rand D. Burns : Dub
- Dan Bright : Lyle Shiflett
- Michael Greyeyes : Billy Trucks
- Rhynell Brumfield : Quarles
- Sam McMurray : Todd Northrup
- Marc Blucas : Scotty Duval
- Patricia Clay : la juge
- Richard Edson : Steve Tregaskis
- Jane Alexander : Delia Temple

## Accueil
Le film a reçu un accueil favorable de la critique. Il obtient un score moyen de 69 % sur Metacritic.